# Sonja Mottl
Sonja Mottl, Geburtsname Sonja Sagovac, (* 4. Juli 1923 in Zagreb, damals Königreich Jugoslawien; † 6. Juni 2014 in Wien) war eine österreichische Opern- und Operettensängerin (Sopran) jugoslawischer Herkunft.

## Leben

### Ausbildung und Anfänge
Sonja Mottl erhielt ihre Schauspiel- und Gesangsausbildung am Konservatorium Zagreb. Dort war sie u. a. Schülerin der bekannten Sopranistin Maria Kostrenčić. Ihr Bühnendebüt erfolgte 1943, im Alter von 20 Jahren, am Nationaltheater Zagreb, als Prinzessin Mi in der Lehár-Operette Das Land des Lächelns. Bis 1945 blieb sie dort auch im Engagement.
1945 wechselte sie an das Theater Osijek, wo sie bis 1948 festes Ensemblemitglied war. 1948 wurde sie an das Nationaltheater Split engagiert. In ihren Anfangsjahren sang sie das Rollenfach des Koloratursoprans und der Koloratur-Soubrette. 1952 ging sie erneut an das Kroatische Nationaltheater Zagreb, zunächst wieder als Koloratursopran. Sie konnte dort aber in den Folgejahren mit einem umfangreichen Opern- und Operettenrepertoire auch bereits im lyrischen Sopranfach auftreten. Zu ihren Zagreber Opernrollen gehörten u. a. Oscar in Ein Maskenball, Gilda in Rigoletto, Olympia in Hoffmanns Erzählungen, die beiden Sopranpartien der Mimì und der Musette in La Bohème, die Titelpartie in Madama Butterfly und die Micaëla in Carmen.

### Engagement in Wien
1954 wurde Sonja Mottl festes Mitglied der damaligen „Wiener Staatsoper in der Volksoper“, wo sie am 30. Juni 1954 als Laura in Karl Millöckers Operette Der Bettelstudent debütierte. Als ihre zweite Wiener Rolle folgte im September 1954 die Valencienne in der Lehár-Operette Die lustige Witwe. Im November 1954 sang Mottl ihre erste Wiener Premiere; in der Operette Polenblut übernahm sie die zweite Sopran-Rolle der Wanda. In der Spielzeit 1954/55 sang sie die Rolle der Zauberin Fata Morgana in der Prokofjew-Oper Die Liebe zu den drei Orangen. In zwei Vorstellungen (im Mai und Oktober 1955) war sie als Nedda im Verismo-Einakter Der Bajazzo Partnerin von Helge Rosvaenge als Canio.
Mit Beginn der Saison 1955/56 wurde Sonja Mottl im September 1955 Ensemblemitglied der nunmehr wieder eigenständigen Wiener Volksoper. In den folgenden Jahren wurde Mottl dort zur gefeierten und „populären“ Operetten-Diva, wozu insbesondere ihre „blendende Bühnenerscheinung“, eine „unaufdringliche erotische Ausstrahlung“, ihre Stimme, ihre „schauspielerische Intensität“ und die Fähigkeit, im Dialog die Zwischentöne und den Subtext mancher Dialogpassagen aufzuzeigen, entscheidend beitrugen.
Im Operettenfach sang sie an der Volksoper u. a. Rosalinde (Die Fledermaus), Annina (Eine Nacht in Venedig), Gräfin Zedlau (Wiener Blut), Kurfürstin Marie (Der Vogelhändler), Hanna Glawari (Die lustige Witwe), die Madame Pompadour, Sonja (Der Zarewitsch), Angèle (Der Graf von Luxemburg) und Sylva Varescu in Die Csárdásfürstin. Im Februar 1956 übernahm sie an der Wiener Volksoper erstmals die Doppelrolle Lilli Vanessi/Kate im Musical Kiss me, Kate; diese Rolle sang sie, u. a. mit Fred Liewehr und Peter Minich als Partnern, bis April 1971 in über 120 Vorstellungen. Im August 1959 sang sie die Kate auch in der italienischen Erstaufführung unter dem Titel Baciami Catarina im Castello di San Giusto in Triest, mit Italo Tajo als Partner. In der Spielzeit 1967/68 übernahm sie an der Wiener Staatsoper, an der Seite von Hilde Güden und Mimi Coertse, in vier Vorstellungen die Rolle der Flora Bervoix in der Verdi-Oper La Traviata.

### Fachwechsel
1973 nahm Mottl mit der Partie der Witwe Begbick in der Weill-Oper Aufstieg und Fall der Stadt Mahagonny ihren Fachwechsel in das sog. „Charakterfach“ vor. Ihre Charakterrollen, die sie „vom platten Komikercliché befreite“, stattete sie „mit trockenem Humor“ aus und gab ihnen „die Würde des Alters und eine diskrete Komik“ zurück. Im Juni 1977 übernahm sie die Rolle der Peronella in einer Neuinszenierung der komischen Oper Boccaccio; in diesem Werk hatte sie zuvor auch bereits die Sopran-Rollen der Beatrice und der Isabella gesungen.
Zu ihren weiteren Rollen im Charakterfach gehörten die „Antike-affine“ Gräfin Eberbach in der komischen Oper Der Wildschütz, die Gräfin Palmatica Nowalska (Der Bettelstudent), die Tante Paula (Das Feuerwerk), die reiche Gräfin Stasa Kokozow (Der Graf von Luxemburg) und Madame Palmyra Beaubuisson (Der Opernball). Gegen Ende ihre Karriere übernahm Mottl dann auch reine Sprechrollen, wie die Fürstin Anhilte in der Kálmán-Operette Die Csárdásfürstin. Ab November 1979 spielte sie, alternierend mit Susi Nicoletti, in über 100 Vorstellungen die Mrs. Higgins im Musical My Fair Lady.
Sonja Mottl trat im Stammhaus der Wiener Volksoper, an der sie als außerordentlich beliebte Künstlerin galt, in fast 1400 Vorstellungen auf. Weitere Auftritte hatte sie mit dem Ensemble der Wiener Volksoper bei Gastspielen der Wiener Volksoper in Japan (1979, 1982 und 1985, u. a. als Praskowia in Die lustige Witwe), Moskau (1982) und den Vereinigten Staaten (1984). 1982 gastierte sie bei den Bregenzer Festspielen als Erzieherin Mirabella in der Strauß-Operette Der Zigeunerbaron in einer Inszenierung von Jérôme Savary.
Auch nach ihrer Pensionierung 1983 trat sie an der Wiener Volksoper weiterhin noch als Gast auf. Im Februar 1988 nahm sie als Mrs. Higgins ihren Bühnenabschied.

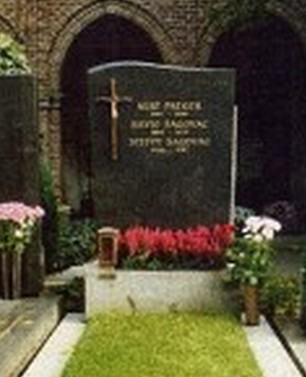
Grabstätte von Sonja Mottl

### Auszeichnungen
1974 wurde Sonja Mottl der Titel „Österreichische Kammersängerin“ verliehen. 1983 wurde sie zum Ehrenmitglied der Wiener Volksoper ernannt.

### Privates
Sonja Mottl starb im Juni 2014 in ihrem 91. Lebensjahr. Mottl war in erster Ehe mit dem Dirigenten und Komponisten Maks Mottl († 1980), einem Neffen des Dirigenten Felix Mottl, verheiratet. Eine zweite Ehe ging sie mit dem österreichischen Opernsänger Kurt Preger († 1960), der wie sie an der Wiener Volksoper engagiert war, ein. Seit 1981 war sie in dritter Ehe mit dem Opernsänger und Regisseur Karl Dönch (1915–1994) verheiratet, der von 1973 bis 1987 auch Direktor der Wiener Volksoper war. Das Paar wohnte in Klosterneuburg in Niederösterreich. Nach Dönchs Tod lebte Mottl bis zu ihrem Tode, zuletzt eher zurückgezogen, weiterhin in Klosterneuburg.
Ihre letzte Ruhestätte befindet sich auf dem Hernalser Friedhof im Grabe ihres ersten Mannes Kurt Preger.

## Tondokumente
Von Sonja Mottl liegen nur wenige offizielle Tondokumente vor. Operettenquerschnitte sind bei der Marke Donauland auf LP erschienen. Dort singt sie die Valencienne in der Lehár-Operette Die lustige Witwe, mit Wilma Lipp (Hanna Glawari), Per Grundén (Danilo) und Rudolf Christ (Camille de Rosillon) als Partnern.
Bei dem japanischen Label Denon wurden auf CD zwei Live-Mitschnitte der Operetten Die lustige Witwe (1982) und Die Csárdásfürstin (1985) von der Japan-Tournee der Wiener Volksoper veröffentlicht, in denen Mottl jeweils in Sprechrollen (Praskowia, Anhilte) zu hören ist.
Beim ORF sind außerdem Rundfunkaufnahmen mit Mottl dokumentiert, meist Mitschnitte aus der Wiener Volksoper, u. a. das Finale der Oper Der Wildschütz (1977). In einer Operettenverfilmung des Österreichischen Fernsehens aus dem Jahre 1966 sang sie außerdem die Rolle der Isabella in Boccaccio; ihre Partner waren u. a. Peter Minich, Hilde Konetzni, Karl Dönch, Ernst Schütz und Herbert Prikopa.